# 해미초등학교
해미초등학교는 대한민국 충청남도 서산시 해미면 반양리에 있는 공립 초등학교이다.

## 학교 연혁
| 1912년 | 5월 10일 | 해미공립보통학교 개교(설립인가 3월 8일)(학생 33명: 해명학교 생도)    |
| 1938년 | 4월 1일  | 해미서공립심상소학교로 개칭                                          |
| 1941년 | 4월 1일  | 해미서공립국민학교로 개칭                                            |
| 1975년 | 5월 1일  | 읍성 정화 사업으로 해미면 읍내리 5번지로 이전                        |
| 1981년 | 3월 1일  | 병설유치원 개원                                                      |
| 1996년 | 3월 1일  | 해미초등학교로 개칭                                                  |
| 2012년 | 2월 16일 | 해미·반양초 통합학교 신축교사 완공                                   |
| 2012년 | 3월 1일  | 해미·반양초 통합 이전 개교(초등학교 13학급 300명, 유치원 2학급 31명) |
| 2017년 | 2월 14일 | 제103회 졸업식(13599명)                                              |
| 2017년 | 3월 1일  | 초등학교 13학급(특수 1학급 포함), 유치원 2학급 편성                  |

## 참고 자료
- 해미초등학교 - 한국교육학술정보원 학교알리미